# Любінець Ярослав Володимирович
Ярослав Любінець — український бізнесмен, співзасновник компанії SoftServe.

## Кар'єра
Голова Ради директорів компанії SoftServe. Закінчив факультет прикладної математики Львівського національного університету імені Івана Франка та отримав ступінь кандидата наук у галузі комп’ютерних наук. Більше 15 років працював науковим співробітником та викладачем у «Львівській Політехніці».
У 2020 попав в сотню найбагатших українців за версією Forbes (журнал).